# Lernanthropus leidyi
Lernanthropus leidyi är en kräftdjursart som beskrevs av C. B. Wilson 1922. Lernanthropus leidyi ingår i släktet Lernanthropus och familjen Lernanthropidae. Inga underarter finns listade i Catalogue of Life.